# Türksat 2A
O Türksat 2A (também conhecido por Eurasiasat 1) foi um satélite de comunicação geoestacionário turco construído pela Aérospatiale. Ele esteve localizado na posição orbital de 42 graus de longitude leste e era operado pela Türksat, da Turquia e pela Eurasiasat SAM, de Mônaco. O satélite foi baseado na plataforma Spacebus-3000B3 e sua expectativa de vida útil era de 12 anos. O mesmo saiu de serviço em 2016 e foi transferido para a órbita cemitério.

## História
O satélite era posicionado a 42 graus de longitude leste, onde estave colocalizado com o Türksat 1C. O satélite é operado pelas empresas Eurasiasat SAM de Mônaco e pela Türksat da Turquia.
O Türksat 2A foi retirado em 2016 e foi transferido para uma órbita cemitério acima do cinturão geoestacionário.

## Lançamento
O satélite foi lançado ao espaço no dia 10 de janeiro de 2001, às 21:39 UTC, por meio de um veículo Ariane-44P H10-3, lançado a partir do Centro Espacial de Kourou, na Guiana Francesa, juntamente com o satélite Arabsat 2A. Ele tinha uma massa de lançamento de 3.535 quilogramas.

## Capacidade e cobertura
O Türksat 2A era equipado com 32 transponders em banda Ku para fornecer serviços de áudio e vídeo direct-to-home e transmissão de dados para países entre Europa Central e do Subcontinente Indiano.